# Sydon
Sydon lub Sajda (arab. ‏صيدا‎, Ṣaydā, hebr. ‏צִידוֹן‎, Ẓidon, stgr. Σιδώνα) – trzecie pod względem wielkości miasto Libanu, około 59 tysięcy mieszkańców (2010), położone na wybrzeżu Morza Śródziemnego, ok. 35 km na północ od Tyru i ok. 41 km na południe od Bejrutu.

## Historia
Jedno z najstarszych miast-państw Fenicjan. Początkowo było najważniejszym spośród miast fenickich, później większe znaczenie uzyskał Tyr. Rozróżniano Mały Sydon, czyli samo miasto, i Wielki Sydon, czyli cały obszar znajdujący się pod jego panowaniem. W Sydonie budowano bardzo dobre okręty, produkowano cenione wyroby ze szkła. Sydon brał udział w kilku koalicjach anty-asyryjskich, jednak walka z Asyrią zwykle kończyła się klęską. W wyniku jednego z takich buntów, król sydoński Abdi-Milkutti został zrzucony z tronu przez Asarhaddona.
W 677 p.n.e. Sydon (akad. Ṣidunu) zdobyty został przez wojska asyryjskiego króla Asarhaddona (681–669 p.n.e.) i przekształcony w stolicę nowej asyryjskiej prowincji. Wówczas to nazwa miasta zmieniona została na Kar-Asarhaddon (akad. Kār-Aššur-aḫu-iddina, tłum. „Port/przystań Asarhaddona”). W 650 p.n.e. za rządów Aszurbanipala (669–627? p.n.e.), Bel-Harran-szaddu’a, gubernator prowincji Kar-Asarhaddon, pełnił urząd asyryjskiego eponima (limmu).
Po upadku Asyrii Sydon, wraz z całą Fenicją, uległ dominacji państwa nowobabilońskiego, a następnie Persji Achemenidów. W 351 p.n.e. Sydończycy razem z Fenicją i Cyprem powstali przeciw Persji; zdradzeni przez własnego władcę, Tennesa, nie chcąc iść do niewoli u Persów spalili się wraz z całym miastem. W 332 p.n.e. Sydon nie stawiał oporu wojskom Aleksandra Macedońskiego.
Sydon jest miastem wielokrotnie wzmiankowanym w Biblii. Fenicjanką z Sydonu była jedna z żon króla Salomona. Ezechiel rzucił klątwę przeciw Sydonowi. Miasto to odwiedził Jezus Chrystus. Paweł z Tarsu w czasie podróży do Rzymu odwiedził przyjaciół w Sydonie.
Istnieją imiona Sydonia i Sydoniusz, oznaczające odpowiednio kobietę i mężczyznę pochodzących z Sydonu.

### Królowie Sydonu

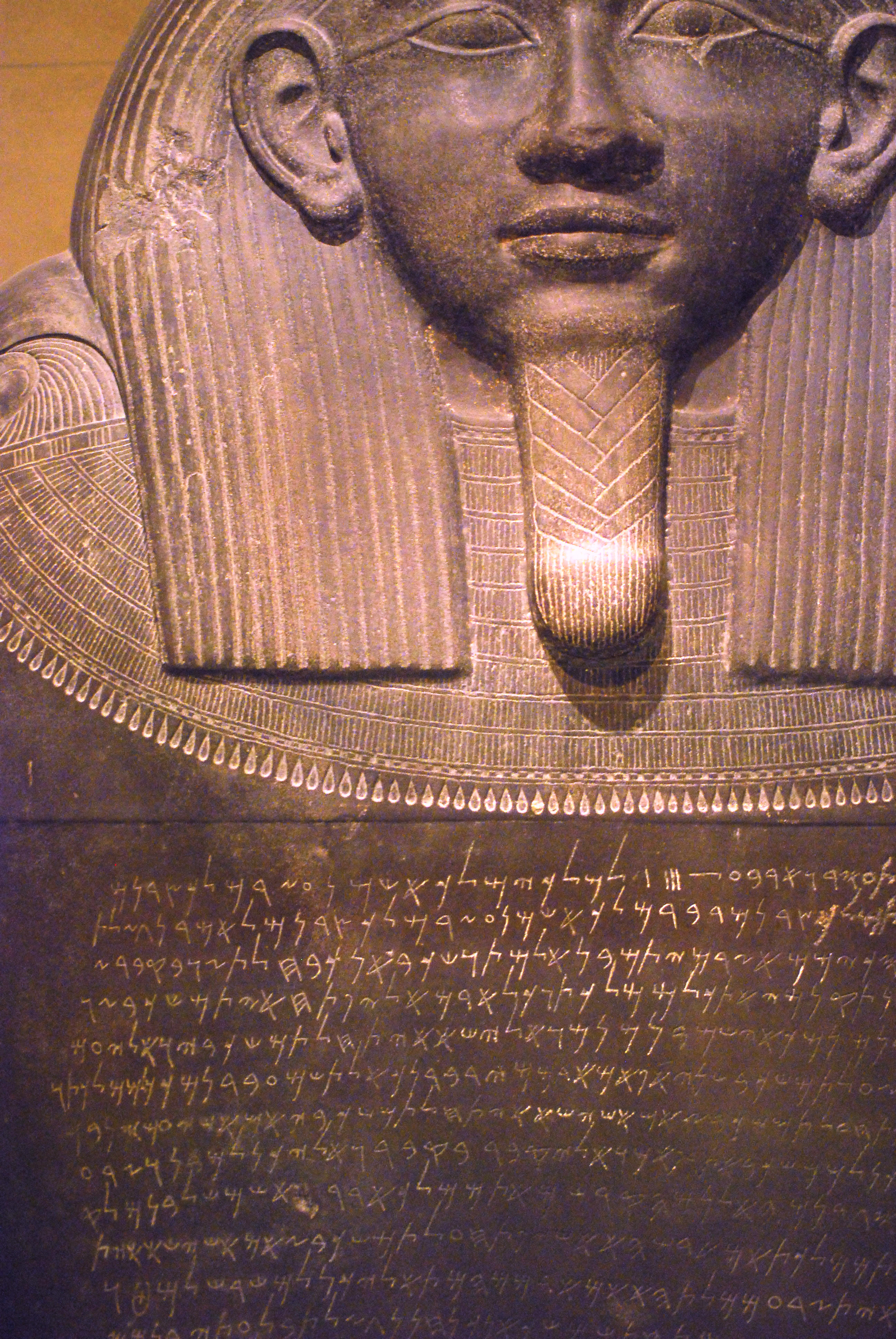
Sarkofag Eszmunazara

Niepełna lista królów Sydonu zestawiona na podstawie źródeł pisemnych, epigraficznych i numizmatycznych . Problematyczne są zwłaszcza próby datowania rządów Tabnita (‏תבנת‎) i Eszmunazara (‏אשמנעזר‎), znanych z zachowanych sarkofagów w egipskim stylu.
- Abdi-Milkutti (685?[10] /680–677 p.n.e.[2]),
- Tabnit (?) (~ 550 p.n.e.[2] / ~525 p.n.e.[11]),
- Eszmunazar (?) (~494 p.n.e.[11]),
- Tabnit (?) / Tetramnestos (fl. 480 p.n.e.) – uczestnik bitwy pod Salaminą[10] ,
- Eszmunazar II,
- Bodasztart,
- Jatanmilk (?),
- Baalszalim (450–426),
- Abdamon,
- Ba‘ana (404–401?),
- Baalszalim II (401–366/365),
- Abdasztart I (365–352),
- Tabnit (?) / Tennes (351–347/346),
- Ewagoras (347/346–343),
- Abdasztart II (343/342–333/332),
- Abdalonymos (332–312).

## Miasta partnerskie
- Konstanca
- Sofia
- Odessa
- Soczi